# Athíkia
Athíkia (Athikia) är en ort i Grekland.   Den ligger i prefekturen Nomós Korinthías och regionen Peloponnesos, i den sydöstra delen av landet, 70 km väster om huvudstaden Aten. Athíkia ligger 234 meter över havet och antalet invånare är 1 834.
Terrängen runt Athíkia är kuperad. Runt Athíkia är det ganska glesbefolkat, med 23 invånare per kvadratkilometer. Närmaste större samhälle är Korinth, 13,8 km norr om Athíkia. 